# ملیک جانویان
ملیک جانویان (ارمنی: Մելիք Ջանոյան؛ زادهٔ ۲۴ مارس ۱۹۸۵) یک ورزشکار دو و میدانی مرد در رشته پرتاب نیزه اهل ارمنستان است. جانویان نماینده ارمنستان در بازی‌های المپیک تابستانی ۲۰۰۸ در رشته پرتاب نیزه مردان بود. همچنین وی نماینده ارمنستان در بازی‌های المپیک تابستانی ۲۰۱۲ نیز بود.